# John Krebs
John Krebs (Sheffield, 11 april 1945) is een zoöloog die is gespecialiseerd in ornithologie. Hij was  rector van het Jesus College van de Universiteit van Oxford en werd in 1999 geridderd. Van 2000 tot 2005 was hij voorzitter van de British Food Standards Agency.
Krebs is de zoon van Nobellaureaat Hans Krebs en Margaret Fieldhouse. Hij volgde opleidingen aan de City of Oxford High School en aan het Pembroke College van de Universiteit van Oxford. Voordat hij als lecturer ('universitair docent') in de zoölogie aan Oxford werd benoemd, werkte Krebs aan de University of British Columbia en het University College of North Wales (Bangor). Vanaf 1988 is hij hoogleraar in Oxford met als titel 'Royal Society Research Professor'. 
Krebs' hoofdinteresse is die van de ornithologie. Hij is een criticus van biologisch voedsel, omdat nog niet bewezen is dat dergelijk voedsel gezonder of veiliger is dan andere levensmiddelen terwijl het wel duurder is.
Volgens ISIHighlyCited.com behoort Krebs tot de meest geciteerde wetenschappers op het gebied van de plant- en dierkunde. 

## Bekroningen
- Scientific Medal van de Zoological Society of London (1981)
- Nuffield Foundation Science Fellowship (1981)
- Bicentenary Medal van de Linnean Society of London (1983)
- Frink Medal van de Zoological Society of London (1997)
- Geridderd voor bewezen diensten voor de gedragsecologie (1999)
- Elliott Coues Award van de American Ornithologists' Union (1999)
- Association of the Study of Animal Behaviour Medal (2000)
- Buitenlands lid van de American Academy of Arts and Sciences (2000)
- Benjamin Ward Richardson Gold Medal van de Royal Society for Promotion of Health (2002)
- ISI Highly Cited Researcher (binnen de top 0,5% van alle wetenschappers) (2002)
- Wooldridge Medal van de British Veterinary Association (2003)
- Croonian Medal van de Royal Society of London (2004)
- Lord Rayner Memorial Medal  van Royal College of Physicians (2005)
- Award voor Outstanding Achievement van Society for Food Hygiene Technology (2005)
- Harben Gold Medal van Royal Institute of Public Health (2006)

## Boeken
- Behavioural Ecology: An Evolutionary Approach (1978)
- Behavioural Ecology: An Evolutionary Approach (1984)
- Foraging Theory, met D. Stephens (1986)
- Foraging Behavior, met Alan C. Kamil en H. Ronald Pulliam (1987)
- Behavioural Ecology: An Evolutionary Approach, met N.B. Davies (1991)
- An Introduction to Behavioural Ecology, met N.B. Davies (1993)
- Behavioural Ecology: An Evolutionary Approach, met N.B. Davies (1997)